# Луїджі Ноно
Луїджі Ноно (італ. Luigi Nono; 29 січня 1924 — 8 травня 1990) — італійський композитор, відомий своїм радикальним підходом як у музиці, так і у соціумі.

## Життєпис

### Ранні роки

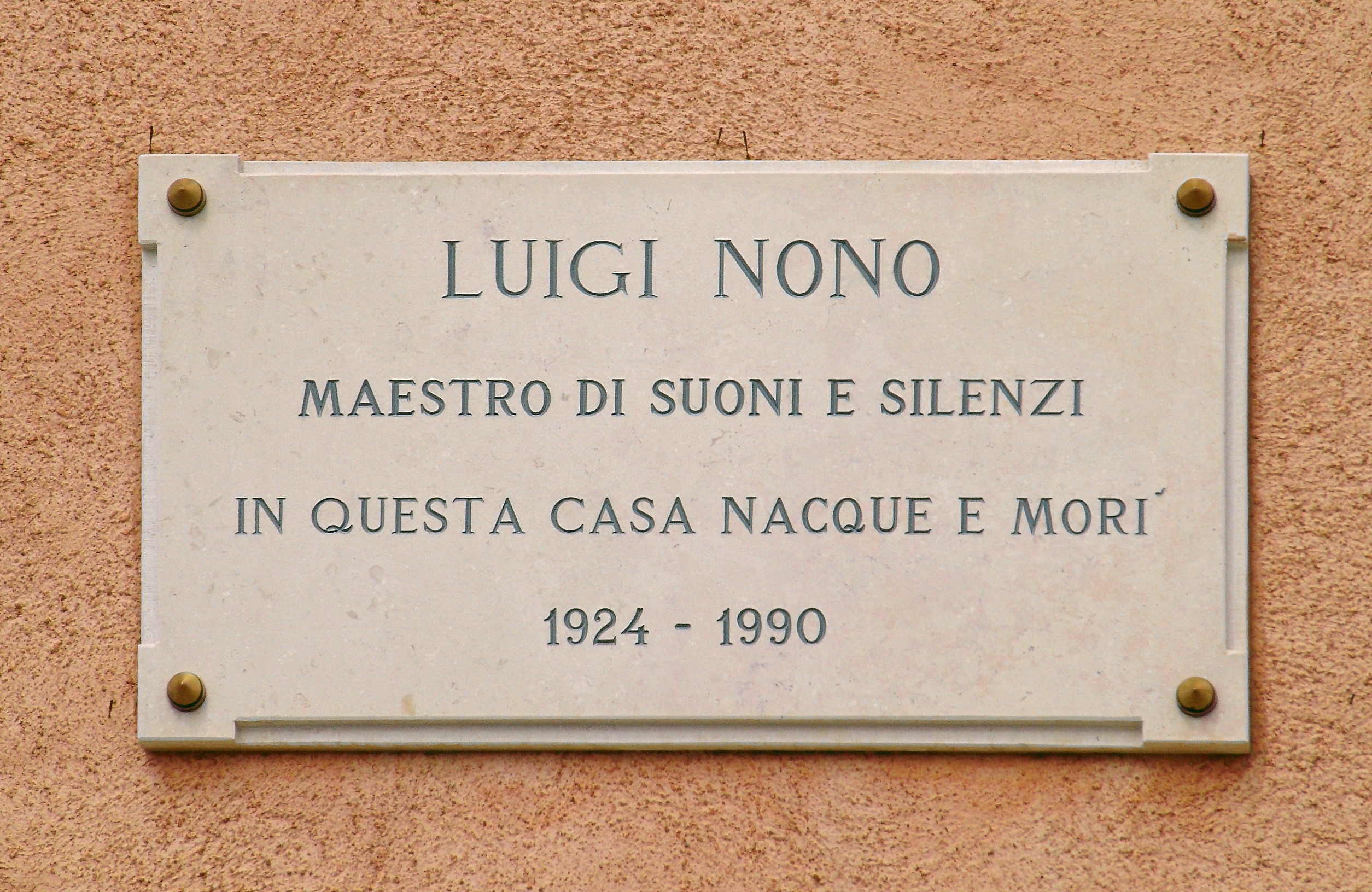

Походив з заможної венеціанської сім'ї. Отримав освіту як правознавець, одночасно вивчаючи композицію. Будучи студентом захопився радикальними політичними ідеями і тенденціями музичного авангарду. Зокрема, це була важлива зустріч з поетом Гарсія Лорка, на вірші якого Ноно написав кілька пісень і хорових творів.
В 1950 брав участь у літніх музичних курсах в Дармштадті, в ході якого він зустрівся з Булезом і Штокгаузеном. Обидва композитори мали величезний вплив на Ноно. Того ж року відбулася прем'єра першого твору Ноно — оркестрових варіацій на теми Арнольда Шенберга. У 1952 році Ноно став займатися електронною музикою. Того ж року став членом комуністичної партії Італії. У 1954 році він познайомився з дочкою А. Шенберга Нурією, на якій одружився через рік.

## Творчість
З більш ніж 60 робіт, які залишив Ноно, більшість мають інноваційний і часто революційний характер. У творі Il Canto Sospeso (1956) текст написаний не речення за реченням, навіть на слово за слово, а лише з поділом на склади. 1960 року Ноно написав перший електронний твір — «Приношення Еміліо Ведове» (Omaggio a Vedova), з цього часу електронна музика зайняла одне з головних місць в творчості композитора.
Того ж року Ноно написав свою першу оперу — «Нетерпимість» (Intolleranza). Сам композитор описує зміст цієї опери як «пробудження гуманістичної свідомості людини (шахтаря-емігранта), який, збунтувавшись проти потреби, шукає сенс і „гуманну“ основу життя. Переживши випробування ненавистю і насильством, він знову знаходить зв'язок між собою і такими ж, як і він, людьми і разом з ними гине в повені.» В опері також використовуються фрагменти з «Репортаж з петлею на шиї» Ю. Фучика, з листів страчених учасників Опору, з «Лівого маршу» Маяковського, з поеми «До нащадків» Б. Брехта.
Соціальну спрямованість має друга опера Ноно — «Під палким сонцем любові» (Al gran sole carico d'amore, 1975). Її героїні — революційні діячі минулого і майбутнього, зокрема Луїза Мішель, Роза Люксембург, Айде Сантамарія, До тексту опери включені вислови Маркса, Леніна, Че Гевари, Кастро.
У вісімдесятих роках Ноно звернувся до звукових експериментів, заснованих на звуках традиційних інструментів, які внаслідок обробки що приймають незвичайні барви. В ці роки була написана третя опера Ноно — «Прометей», в якій задля ефекту розпливчатості, безмірності і невизначеності передбачена система гучномовців, що розміщуються в різних кінцях залу.
Наприкінці життя, під впливом Джачінто Шельсі повернувся у бік містичної музики, продовжуючи експерименти з просторовою локалізацією джерел звуку. Серед останніх творів — «Немає доріг…треба йти… Андрію Тарковському» (No hay caminos, hay que caminar… Andrei Tarkovski), звернене до відомого російського режисера. Твір написаний для семи незалежних один від одного оркестрів, розведених у просторі.

## Інтерв'ю
- Ноно Л. Интервью // Современное буржуазное искусство: Критика и размышления. М., 1975.
- Ноно Л. Музыкальная власть // Современное буржуазное искусство: Критика и размышления. М., 1975.
- Ноно Л. У нас общие цели // Советская молодежь (газета ЦК ЛКСМ ЛатССР). 1973.21-22 авг.